# ویتبک
ویتبک (به آلمانی: Wittbek) یک شهر در آلمان است که در نوردفرایسلند واقع شده‌است. ویتبک ۸۰۶ نفر جمعیت دارد.